# Iljászidák
Az Iljászidák, azaz a Banú Iljász (Iljász-törzs) egy rövid életű, szogd eredetű iráni emírdinasztia volt, mely Kermánt uralta 932–968 között. A transzoxániai Számánidáktól függetlenedtek, és a közép-iráni Buvajhidák döntötték meg hatalmukat.
Muhammad ibn Iljász a Számánidák hadseregének egyik tisztje volt. Részt vett a II. Naszr ellen testvérei által kezdett lázadásban, majd annak leverése után délre menekült, végül 932-ben megszerezte Kermán nagy részét. (Központja Kermán, arabul: Bardaszír városa volt.) Bár a hegyvidéki területeket nem hajtotta ellenőrzése alá, uralma során gyakorlatilag megvédte függetlenségét mind a Számánidák, mind a Buvajhidák támadásaitól, ügyesen lavírozva a két hatalom között.
967-ben Muhammad szélütést kapott, és kénytelen volt lemondani fia, Iljásza javára. Iljásza azonnal határvitába keveredett Fársz emírjével, Adud ad-Daulával, aki 968-ban meghódította tartományát, és Saraf ad-Daula nevű fiára bízta Kurkir (Gorgir) nevű parancsnokának felügyelete alatt. Iljásza Buharába, a Számánidákhoz, majd Hvárazmba menekült. Itt sympathiás ophthalmia végzett vele.
Az Iljászidák azonban nem haltak ki Iljászával. Öccse, a korábban Számánidákhoz menekült Szulajmán ibn Muhammad a transzoxániaiak támogatásával a hegyi törzsek lázadásait kihasználva 969/970-ben visszatért, de Bam és Dzsíroft között szétverték horászáni seregét, és maga is elesett Iljásza két fiával, Bakrral és al-Huszajnnal együtt.
Utoljára 975-ben hallunk Iljászidákról. Egy bizonyos al-Huszajn, talán az alapító fia vagy unokaöccse ismét egy helyi lázadás élére állt, de Dzsíroft mellett Adud ad-Davla vezírje, al-Mutahhar ibn Abdalláh legyőzte és fogságba vetette őt. Ezzel a család végleg eltűnt a történelemből.